# Kunrat von Hammerstein-Equord
Kunrat Freiherr von Hammerstein-Equord (* 14. Juni 1918 in Berlin; † 13. Juni 2007 in Bonn) war einer der Söhne des Generalobersten Kurt von Hammerstein-Equord, Offizier der Panzertruppe und persönlich verbunden mit vielen Beteiligten am Attentat vom 20. Juli 1944 auf Adolf Hitler.

## Familie
Kunrat von Hammerstein-Equord wurde als das vierte von sieben Kindern des Generals und Hitler-Gegners Kurt von Hammerstein-Equord (1878–1943; genannt „Roter General“) und dessen Frau Maria, geb. Freiin von Lüttwitz (1886–1970), geboren. Kunrat war seit 1956 liiert mit Ingrid geb. von Lüttwitz, verheiratete John von Freyend, die aus erster Ehe die Kinder Diana und Horatio hatte. Kunrat und Ingrid heirateten am 6. Juli 1965 und hatten gemeinsam die drei Kinder Adelaide (1957), Oliver (1959) und Benjamin (1964–1989). 1971 kam es zur Scheidung. Ingrid heiratete in dritter Ehe Rüdiger Altmann, sie starb, wenige Tage vor ihrem dritten Mann, im Februar 2000.

## Leben
Kunrat von Hammersteins Vater, seit 1930 Chef der Heeresleitung, befand sich zur Zeit der Ernennung Hitlers zum Reichskanzler 1933 an einer entscheidenden Schaltstelle; obgleich Hitler und dem Nationalsozialismus gegenüber skeptisch eingestellt, befürchtete er einen Bürgerkrieg zwischen der auf 100.000 Mann beschränkten Reichswehr (unter deren jüngeren Offizieren Hitler zudem Sympathisanten hatte) und den über 400.000 Mitgliedern der SA. Aus diesem Grunde verhinderte er Hitlers Ernennung zum Reichskanzler nicht und ergriff auch danach, obwohl mehrfach erwogen, nicht die Gelegenheit zum Putsch gegen diesen. Gleichwohl sympathisierte (und konspirierte) er bis zu seinem Tod 1943 mit Hitlers Gegnern aus den Kreisen der Widerstandskämpfer.
Kunrat von Hammerstein besuchte das Bismarck-Gymnasium in Berlin. Seine Schwestern Marie Luise und Helga hatten sich schon früh der KPD angenähert und konspirierten heimlich für diese. 1937 hielt er sich für ein Schuljahr auf Einladung des früheren amerikanischen Militärattachés Colonel Wuest in Kalifornien auf. Nach seiner Rückkehr trat er als Fahnenjunker in das Kavallerie-Regiment 14 ein. 1939 absolvierte er seine Offiziersprüfung an der Kriegsschule in Dresden. Nach Ausbruch des Zweiten Weltkriegs wurde er 1939 als Spähtruppführer der 5. Panzer-Division in Polen und 1940 an der Westfront eingesetzt. Er wurde für seine Einsätze u. a. mit dem Eisernen Kreuz II. und I. Klasse ausgezeichnet. Nach einer Verletzung wurde seine Frontuntauglichkeit festgestellt.
Hammerstein studierte daraufhin Jura in Berlin, Leipzig und Bonn. Zudem übernahm er Aufgaben im Oberkommando des Heeres sowie im Lehrstab der Schule für die Schnellen Truppen in Potsdam-Krampnitz.
Kunrat von Hammerstein und seine Familie, insbesondere seine Schwester Maria Therese sowie sein Bruder Ludwig, hatten enge persönliche Beziehungen zum Widerstand des 20. Juli 1944, insbesondere zu Carl Goerdeler, Philipp von Boeselager, Ewald von Kleist, Axel von dem Bussche, Fabian von Schlabrendorff wie auch den Familien zu Lynar, von Hardenberg, von Hassell, von Falkenhausen und anderen. Am 11. Juli 1944 sandte Fritz-Dietlof Graf von der Schulenburg eine Bitte an Ludwig von Hammerstein, nach Berlin zu kommen und sich für einen Umsturzversuch bereitzuhalten. Diese Nachricht erreichte aber nicht ihn, sondern Kunrat, der ihr folgte. Es gelang Kunrat aufgrund seiner Ortskenntnisse, nach Scheitern des Putschversuchs den Bendlerblock unerkannt zu verlassen.
Ende 1944 wurden seine Mutter Maria von Hammerstein und andere Familienangehörige wegen ihrer Beziehungen zum Widerstand verhaftet. Maria, Franz und Hildur wurden zusammen mit Familienangehörigen der Verschwörer vom 20. Juli in ein abgeschirmtes Sonderlager des Konzentrationslagers Buchenwald gebracht, später über ein Regensburger Gefängnis bis nach Innsbruck (Franz) bzw. Niederdorf (Südtirol) (Maria und Hildur) verschleppt. Kunrat und sein Bruder Ludwig wurden als fahnenflüchtige Wehrmachtsangehörige gesucht, jedoch von Oskar Huth mit gefälschten Papieren ausgestattet. Kunrat von Hammerstein floh ins Rheinland, tauchte unter und überlebte als Landstreicher.
Kunrat von Hammerstein zeichnete seine Erlebnisse auf und versteckte sie als Manuskripte von 1942 bis 1944 bei Verwandten in Dänemark. 1963 veröffentlichte er sein Buch Spähtrupp.
Er wurde ab 1953 für die Otto Wolff AG in Köln tätig. Mit Otto Wolff von Amerongen verband ihn eine persönliche Freundschaft. Seit 1983 lebte er im Ruhestand in Bonn.

## Schriften
- Spähtrupp. Henry Goverts Verlag, Stuttgart 1963[6]
- Flucht. Aufzeichnungen nach dem 20. Juli. Walter Verlag, Olten, Freiburg im Breisgau 1966[7]